# Željko Majić
Željko Majić (né en 1963 à Drinovci, Yougoslavie, aujourd'hui Bosnie-Herzégovine) est un prélat croate d'Herzégovine, de l'église catholique romaine.

## Biographie
Il étudie la philosophie et la théologie à Sarajevo, puis est ordonné prêtre le 29 juin 1988. Il poursuit ensuite des études à l'Université pontificale du Latran à Rome dont il est diplômé en 1995. Il mène ensuite diverses missions pastorales en Herzégovine, puis devient de 2006 à 2012 vice-recteur du Collège pontifical croate Saint-Jérôme à Rome. De novembre 2012 à juillet 2021, il est vicaire général des diocèses de Mostar-Duvno et de Trebinje-Mrkan, nommé par l'évêque Ratko Perić. En parallèle, de 2019 à 2023, il dirige le Secours Catholique de Herzégovine.
Il est l'évêque de Banja Luka depuis le 8 décembre 2023. Il est ordonné le 2 mars 2024 par l'archevêque de Sarajevo, Tomo Vukšić, en présence du cardinal Vinko Puljić,.